# Сильвестри, Филиппо
Филиппо Сильвестри (Filippo Silvestri; 1873—1949) — итальянский  энтомолог, профессор Неаполитанского университета в Портичи, академик Национальной академии деи Линчеи.
Известен как специалист по низшим насекомым и многоножкам, был пионером биологического метода борьбы с вредителями растений, обнаружил гиперметаморфоз у жужелиц и полиэмбрионию у наездника Copidosoma truncatellum. Исследовал насекомых из отрядов Protura, Thysanura, Diplura, Isoptera, Hymenoptera, Diptera и других, а также вредителей и их паразитов. Открыл 2 новых для науки отряда насекомых (бессяжковые в 1907 году и зораптеры в 1913 году). Был избран почётным членом Международной организации биологического контроля (International Organization for Biological Control, одним из родоначальников которой он был в 1948 году на Международном энтомологическом конгрессе в Стокгольме), получил почётную степень «doctor honoris causa» Гарвардского университета.

## Биография
Родился 22 июня 1873 года в Беванье в регионе Умбрия, близ Перуджи (Италия).
- 1896-98 и 1900-02 — первые годы работы в Университете в Риме.
- 1902 — доцент в Университете в Риме.
- 1904 — профессор Высшей сельскохозяйственной школы в Портичи (с 1936 — факультета агрономии Неаполитанского университета). Основал там же Институт сельскохозяйственной энтомологии, директором которого был 45 лет и который получил его (di Entomologia Agraria «Filippo Silvestri»).
- 1905 — член-корреспондент Национальной академии деи Линчеи.
- 1919 — академик Национальной академии деи Линчеи.
- 1931 — первым предложил принцип и термин «интегрированная борьба с вредителями».

Умер 1 июня 1949 года в Беванье (Италия).

## Некоторые труды
- Silvestri, F. (1895). Contribuzione alla conoscenza dei Chilopodi, Symphyli, Pauropodi e Diplopodi dell’Umbria e del Lazio. Bollettino della Società Romana per gli Studi Zoologici, 3, 191—201.
- Silvestri, F. (1897). Contributo alla conoscenza dei Chilopodi e Diplopodi della Sicilia. Bullettino della Società Entomologica Italiana, 29, 233—241.
- Silvestri, F. (1898). Contributo alla conoscenza dei Chilopodi e dei Diplopodi di Sardegna. Annali del Museo Civico di Storia Naturale di Genova (2), 18, 680—693.
- Silvestri, F. (1903). Contribuzione alla conoscenza dei Termiti e Termitofili dell’America Meridionale. Redia 1:1-234.
- Silvestri, F. (1905). Un nuovo interessantissimo caso di germinogronia (poliembrionia specifica) in un Imenottero parassita endofago con particolare destino dei globuli polari e dimorfismo larvale. Rendiconti R. Accademia dei Lincei, Classe Scienze Fisiche Matematiche Naturali 14 Serie 5 (10), 534—542.
- Silvestri, F. (1909). Isoptera. In: Die Fauna Südwest-Australia. Vol. 2, edited by W. Michaelsen & R. Hartmeyer. pp. 279–314.
- Silvestri, F. (1909). Squardo allo stato attuale dell’entomologia agraria negli Stati Uniti del Nord America e ammaestramenti che possono derivarne per 1’agricoltura italiana. Bollettino Società Agricoltori Italiani, Roma 8, 1-65.
- Silvestri, F. (1910). A survey of the actual state of agricultural entomology in the United States of North America. The Hawaian Forester and Agriculturist 6, 287—336.
- Silvestri, F. (1914). Contribuzione alla conoscenza dei Termitidi e Termitofili dell’Africa occidentale. Bollettino del Laboratorio di Zoologia General e Agraria, Portici 9:1-146.
- Silvestri, F. (1937). Insect polyembryony and its general biological aspects. Bulletin Museum Comparative Zoology, Harvard College 81 (4), 469—498.

В 1914 году в честь Ф. Сильвестри был назван новый для науки вид муравьёв Carebara silvestrii.